# 林晃
林 晃（はやし ひかる、1961年5月5日 - ）は、日本の漫画家。男性。東京都出身。妻は漫画家のやぎざわ梨穂。

## 来歴
東京都立大学 (1949-2011)人文学科哲学科専攻卒業（1986年）。1987年、集英社 ビジネス・ジャンプ奨励賞佳作受賞、古川ハジメのアシスタントとなる。1989年より井上紀良に師事し、1992年、『ベアーズ・クラブ』掲載の『アジャ・コング物語』でデビュー。1997年、マンガ・デザイン制作事務所を設立し、多くの著書を手掛ける。

## 主要著作リスト
- 女のコの描き方－演出とテクニック（グラフィック社、1998年）
- 男のコの描き方－演出とテクニック（グラフィック社、1998年）
- ふたりの描き方－セオリーとバリエーション（グラフィック社、1998年）
- 女のコの描き方(2)（グラフィック社、1999年）
- スーパーマンガデッサン－作画のための考えるデッサン（グラフィック社、2005年）
- スーパー何頭身デッサン－理にかなった決めデッサン（グラフィック社、2006年）
- スーパーキャラデッサン－印象に残る意図するデッサン（グラフィック社、2007年）
- スーパーパースデッサン－キャラが立つ遠近法のすべて（グラフィック社、2008年）
- スーパーキャラMonoデッサン（グラフィック社、2008年）
- マンガの基礎デッサン　デフォルメ編（ホビージャパン、2008年）
- マンガの基礎デッサン　女のコキャラ編（ホビージャパン、2009年）
- マンガの基礎デッサン　女のココスチューム編（ホビージャパン、2010年）
- マンガの基礎デッサン　キャラ・背景編（ホビージャパン、2012年）
- マンガの基礎デッサン　セクシーキャラ編（ホビージャパン、2013年）